# Frechenbach (Helmbach)
Der Frechenbach ist knapp 2 km langer Waldbach im Pfälzerwald in der Waldexklave Rhodter Wald der Ortsgemeinde Rhodt unter Rietburg im rheinland-pfälzischen Landkreis Südliche Weinstraße, der nach etwa nördlichem Lauf von rechts in den Helmbach mündet.

## Geographie

### Verlauf
Der Frechenbach entspringt auf etwa 322 m ü. NHN etwa 0,4 km östlich des Birkenkopfes (455,5 m ü. NHN) einer Quelle in einer Waldtalmulde, die sich gewässerlos etwa anderthalb Kilometer weiter aufwärts nach Süden fortsetzt. Der Bach verläuft in der etwa 12 km westnordwestlich vom am Rand der Haardt liegenden Ort Rhodt entfernten Waldexklave Rhodter Wald. Er fließt im umgebenden Wald lange nordnordostwärts, zuletzt deutlich kürzer nordnordwestwärts und mündet nach etwa 1,9 km langem Lauf auf etwa 225 m ü. NHN von rechts in den mittleren Helmbach, etwa 0,5 km flussaufwärts des Forsthauses Frechental.
Der Frechenbach hat keine Zuflüsse.

### Einzugsgebiet
Der Frechenbach hat ein 2,6 km² großes Einzugsgebiet, das völlig bewaldet und unbesiedelt im Unterraum Mittlerer Pfälzerwald des Pfälzerwaldes liegt, zu etwa zwei Dritteln und mit dem gesamten Gewässerlauf im Rhodter Wald, mit dem oberen Einzugsgebiet zu etwa einem Drittel in einer ebenfalls ortsfernen Waldexklave der Ortsgemeinde Hainfeld. Der höchste Punkt liegt auf dem Bergrücken der südlichen Wasserscheide auf etwa 478 m ü. NHN, jenseits laufen die Niederschläge zum oberen Dörenbach, dessen Abfluss über den Eußerbach, den Eisbach und die Queich viel weiter aufwärts als das Wasser des über den Helmbach in den Speyerbach entwässernden Frechenbachs in den Oberrhein einfließt. Im Südosten konkurriert der Bollenbach, im Nordosten dessen Vorfluter Helmbach, welcher etwas abwärts des Frechenbachs den Helmbach speist. Im Nordwesten schiebt sich das kleine Einzugsgebiet des Helmbach-Zuflusses Hunzelbach vor das des Grobsbachs, das im Südwesten angrenzt und der oberhalb des Hunzelbachs und des Frechenbachs den Helmbach speist.
Das Gebiet ist Teil des großen Naturparks Pfälzerwald.